# Fuqi feipian
El fuqi feipian es un plato típico de Sichuan, servido frío a menudo, que se hace con carne de ternera cortada fina, pulmón, estómago o lengua de ternera y una generosa cantidad de especias, incluyendo pimienta de Sichuan. Fiel a sus raíces, el sabor de este plato debe ser picante y entumecer la boca. A pesar de su nombre, el pulmón se usa raras veces.

## Historia
Tan pronto como a finales de la dinastía Qing, ya había muchos vendedores vendiendo ternera fría en las calles de Chengdu, usando vísceras porque eran relativamente baratas. Debido a su bajo precio, el plato era popular entre los conductores de rickshaws y los estudiantes pobres.
En los años 1930, hubo una pareja de esposos en Chengdu famosa por este plato. El marido, Guo Zhaohua (郭朝華), y la esposa, Zhang Tianzheng (張田政), hacían rodajas de ternera especiales y a menudo probaban con nuevos ingredientes. Como resultados, sus rodajas de ternera tenían un sabor distintivo, y su negocio triunfó. Sin embargo, a menudo los niños traviesos les gastaban una broma poniéndoles trozos de papel con la leyenda fuqi feipian es sus espaldas, y a veces la gente gritaba estas palabras. Más tarde, un mercader probó el plato y le gustó tanto que les dio una placa con letras doradas con la leyenda fuqi feipian, usándose el nombre desde entonces.
Para complacer a sus clientes, la pareja hizo muchas mejoras a la receta, y los cortes de vísceras terminaron siendo sustituidos por diversos cortes de carne de ternera o cordero. A pesar de esto, mucha gente prefirió seguir llamando al plato  fuqi feipian.
- Datos: Q843549
- Multimedia: Fuqi feipian / Q843549